# Robertsonia mourei
Robertsonia mourei is een eenoogkreeftjessoort uit de familie van de Miraciidae. De wetenschappelijke naam van de soort is voor het eerst geldig gepubliceerd in 1961 door Nogueira M.H..